# Pizzo San Michele
Il Pizzo San Michele (1.567m) è una montagna dei monti Picentini nell'Appennino campano, si sviluppa a cavallo tra le province di Salerno ed Avellino in Campania.

## Geografia
La montagna rientra nel territorio comunale dei comuni di Calvanico, Montoro e Solofra a cavallo tra le provincie di Salerno e Avellino in Campania. 
La cima del Pizzo San Michele rientra nel Parco regionale Monti Picentini nel comune di Calvanico in provincia di Salerno.

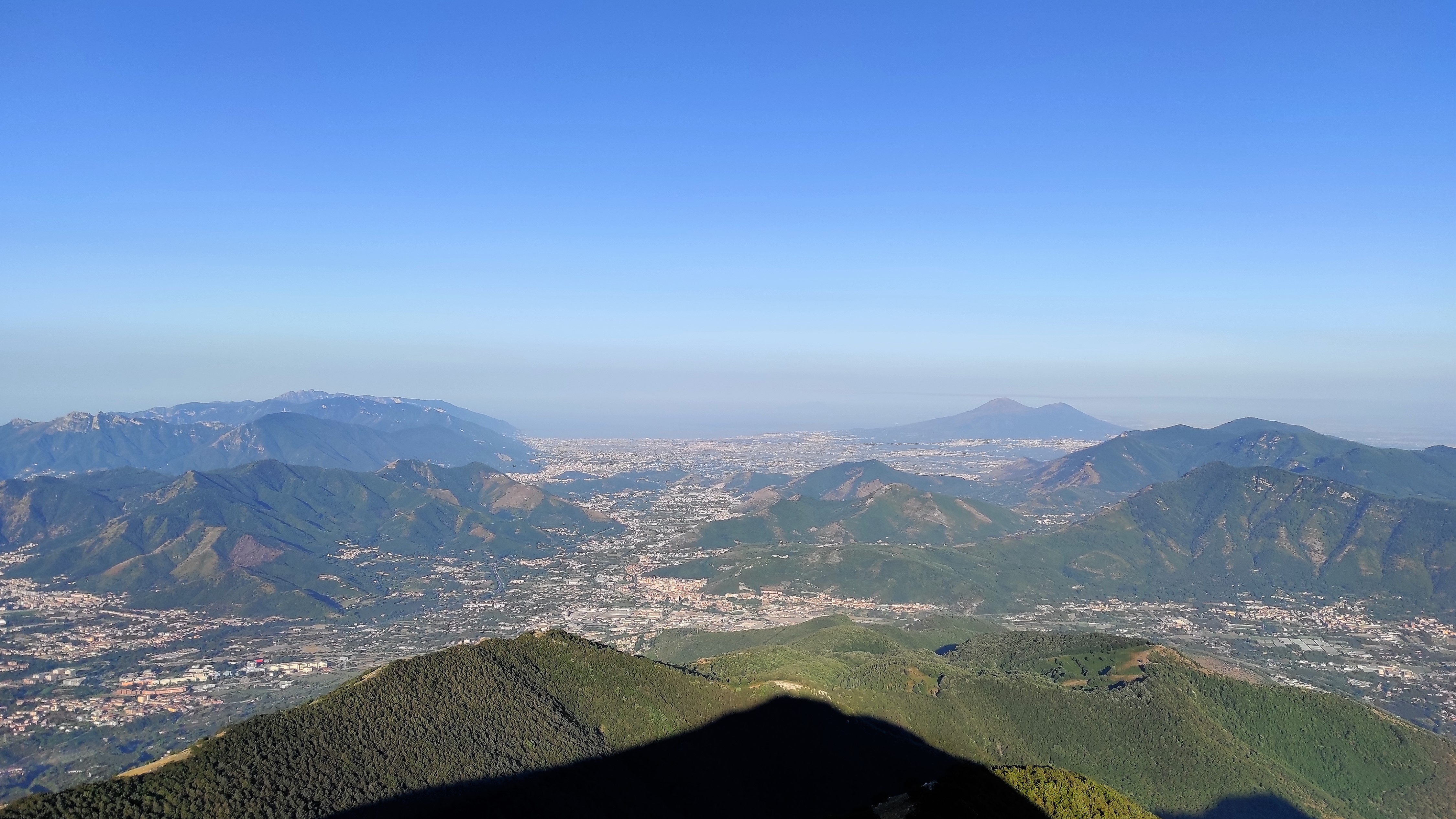
Parte del panorama visibile dal Pizzo di San Michele. Si può notare la valle dell'Irno, i monti Lattari, il Vesuvio e il Golfo di Napoli

## Panorama
La forma acuta della montagna e la sua posizione garantiscono un amplissimo panorama su tutti i Picentini, gli Alburni, la pianura di Salerno con vedute panoramiche anche sul Golfo di Salerno , Mercato San Severino ed Avellino, i Lattari, il Vesuvio, il Golfo di Napoli, il Partenio, il Matese ed oltre.

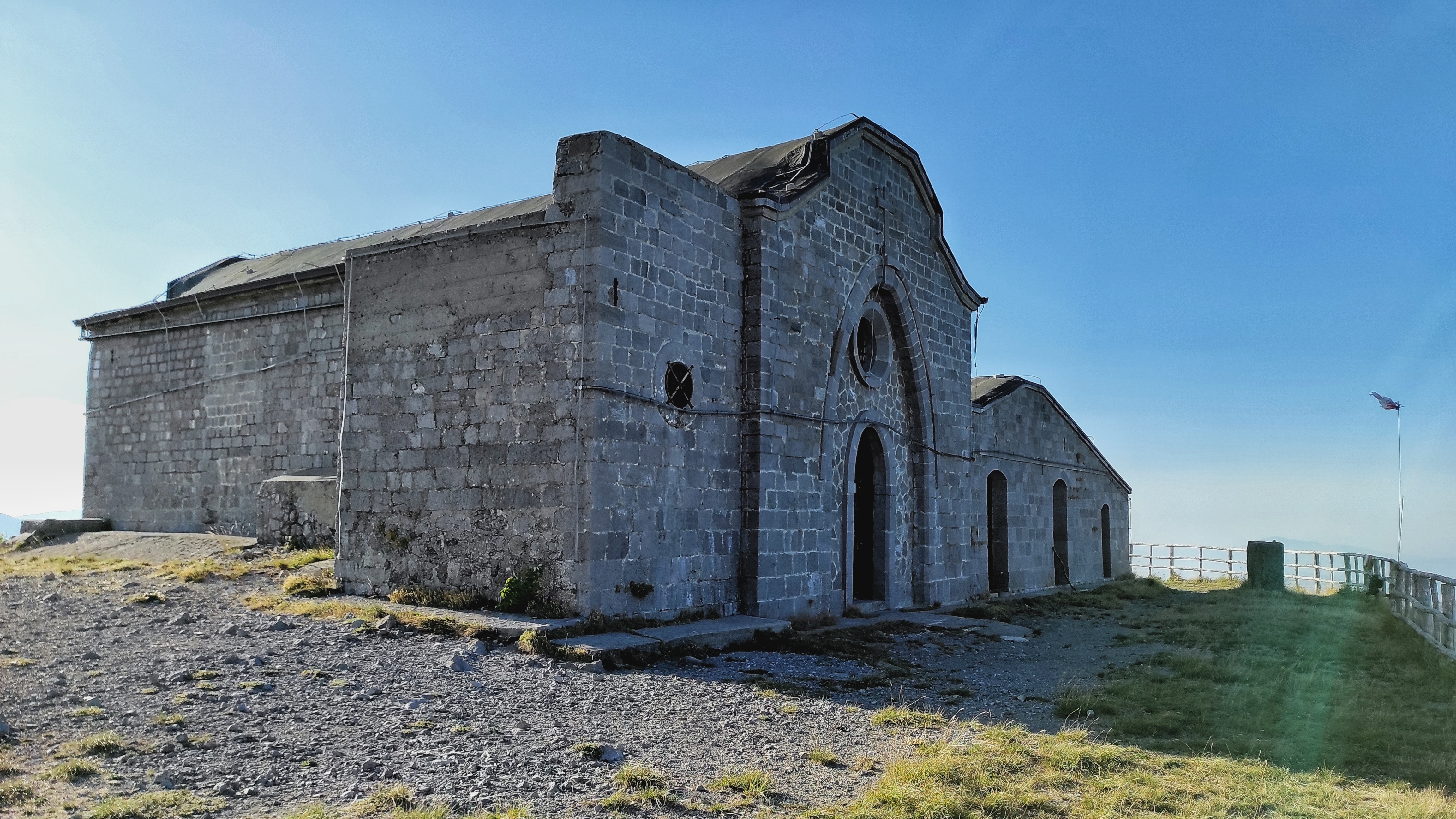
Santuario di San Michele arcangelo con annesso rifugio

## Rifugi

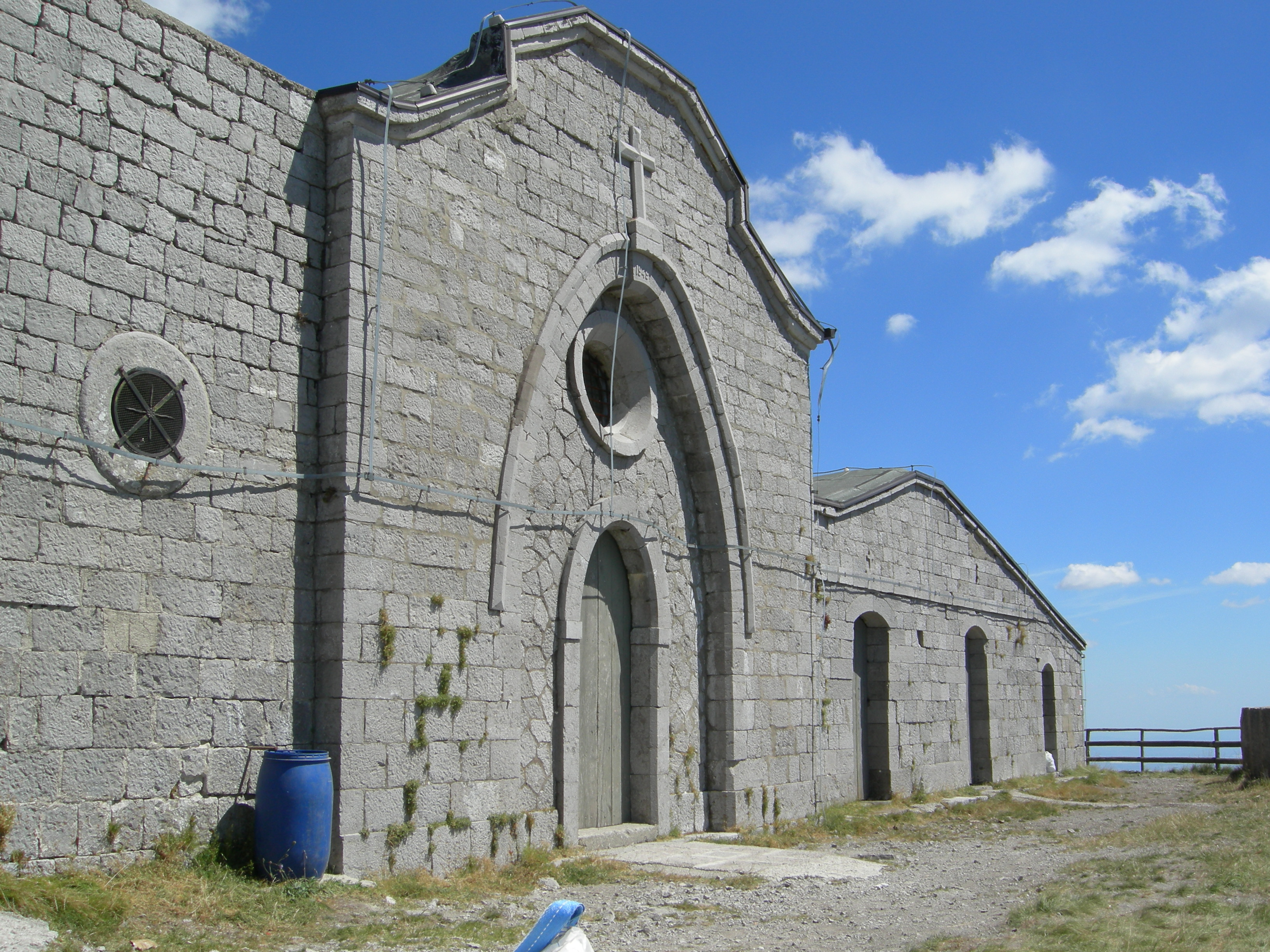
Chiesa di San Michele Arcangelo e annesso rifugio sulla sommità del Pizzo San Michele.

Sulla cima vi si trova il santuario sommitale (il più alto d'Italia tra quelli micaelici) dedicato al culto di san Michele Arcangelo che è meta di processioni durante tutto l'anno. Alcuni locali del santuario sono sempre aperti per essere sfruttati quale rifugio dagli escursionisti.
Un altro rifugio per gli escursionisti è il Casone de Fazio, situato a 1.120 metri lungo il Sentiero CAI nº 115 (ex n.15).